# Cieszkowice (województwo zachodniopomorskie)
Cieszkowice (do 1945 niem. Herrnhof) – obecnie las, dawniej osada leśna w województwie zachodniopomorskim, w powiecie polickim, gminie Nowe Warpno, ok. 2,5 km na północ od Myśliborza Małego.

## Historia
Nieistniejący obecnie majątek rolny. Do 1939 r. osadę zamieszkiwało 11 osób trudniących się leśnictwem i rolnictwem.
W czasie II wojny światowej osada nie została zniszczona, 27 kwietnia 1945 r. do majątku wkroczyły wojska radzieckie (2 Front Białoruski – 2 Armia Uderzeniowa), administracja polska przejęła ją 4 października 1945 r.
Przynależność polityczno-administracyjna Cieszkowic patrz Brzózki.